# Gmina Union (hrabstwo Cerro Gordo)

Położenie Gminy Union w hrabstwie Cerro Gordo

Gmina Union (ang. Union Township) – gmina w USA, w stanie Iowa, w hrabstwie Cerro Gordo. Według danych z 2000 roku gmina miała 185 mieszkańców, a jej powierzchnia wynosi 94,64 km².